# 民主平和党
民主平和党（韩语：／ Minjupyeonghwadang）是大韓民國的一個政黨。2020年2月24日，由正未來黨、民主和平黨和代案新黨合併而成。

## 歷史
2016年大韓民國國會選舉，除了執政的新世界黨、在野最大黨共同民主黨外，又多出了第三勢力的政黨國民之黨。然而重新當選黨代表的安哲秀在2018年為了與正黨合併為正未來黨，使國民之黨發生分裂，鄭東泳等反對合併派另組民主和平黨。當鄭東泳在擔任第二代民主和平黨代表期間，該黨也發生分裂，多數國會議員出走成立代案新黨。另一方面，正未來黨除了前正黨成員劉承旼等人出走另立新保守黨外，也因為內鬨不休，國會席次不斷縮減。安哲秀為爭取擔任應急委員會委員長（臨時性黨首）與黨代表孫鶴圭鬧翻脫黨，重建國民之黨。為迎接新一屆的國會選舉，正未來黨、民主和平黨和代案新黨等三黨決議重新合併，政黨名稱原定民主統合黨，但遭中選會否決之後定名為民生黨。2024年3月19日，更名為氣候民生黨，2025年4月時，又改名為民主平和黨。
2020年南韓國會選舉，民生黨遭受毀滅性挫敗，全黨無一候選人當選，沦为院外政党。

## 黨務組織

### 初代指導部
任期2020年 2月 24日 ~ 現在
- 共同代表：金貞和（김정화）、柳成葉（朝鲜语：유성엽）、朴珠賢（2020年2月24日~3月23日）
- 最高委員：이인희、이관승、황인철
- 事務總長：황한웅
- 總務部總長：양윤녕
- 組織部總長：김영동
- 公關部總長：김시래
- 數位部總長：류관선
- 發言團：
  - 首席發言人：장정숙
  - 發言人：강신업, 김정현, 손동호, 문정선
  - 副發言人：송현혜, 김형구, 김상원

## 主要選舉記錄

### 國會選舉
| 年度 | 選舉   | 贏得席位 | 區域得票數 | 區域得票率 | 區域席位 | 比例得票數 | 比例得票率 | 比例席位 | 選舉結果                   | 領袖          |
| ---- | ------ | -------- | ---------- | ---------- | -------- | ---------- | ---------- | -------- | -------------------------- | ------------- |
| 2020 | 第21屆 | 0 / 300  | 415,473    | 1.44       | 0 / 253  | 758,778    | 2.71       | 0 / 47   | ▼ 20；第八大黨（院外政黨） | 金貞和 柳成葉 |